# Mosherova kyselina
Mosherova kyselina (kyselina α-methoxy-α-trifluormethylfenyloctová) je chirální karboxylová kyselina používaná jako chirální derivatizační činidlo; poprvé ji takto použil Harry Stone Mosher.

## Použití
Tato kyselina reaguje s alkoholy za vzniku esterů a s aminy za vzniku amidů. Podle absolutní konfigurace produktu, zjištěné protonovou a/nebo 19F NMR, pak lze určit enantiomery výchozích látek.
Místo samotné Mosherovy kyseliny se často používá její chlorid, který má lepší reaktivitu.